# Tursib
Tursib is de lokale openbaar vervoerexploitant in Sibiu, een stad in Centraal-Roemenië. Voor Sibiu's bevolking is Tursib een uiterst efficiënt netwerk, met bussen, trolleybussen, trams en maxi-taxi's. Tursib doet ook de diensten in afgelegen gebieden en dorpen.

## Galerij

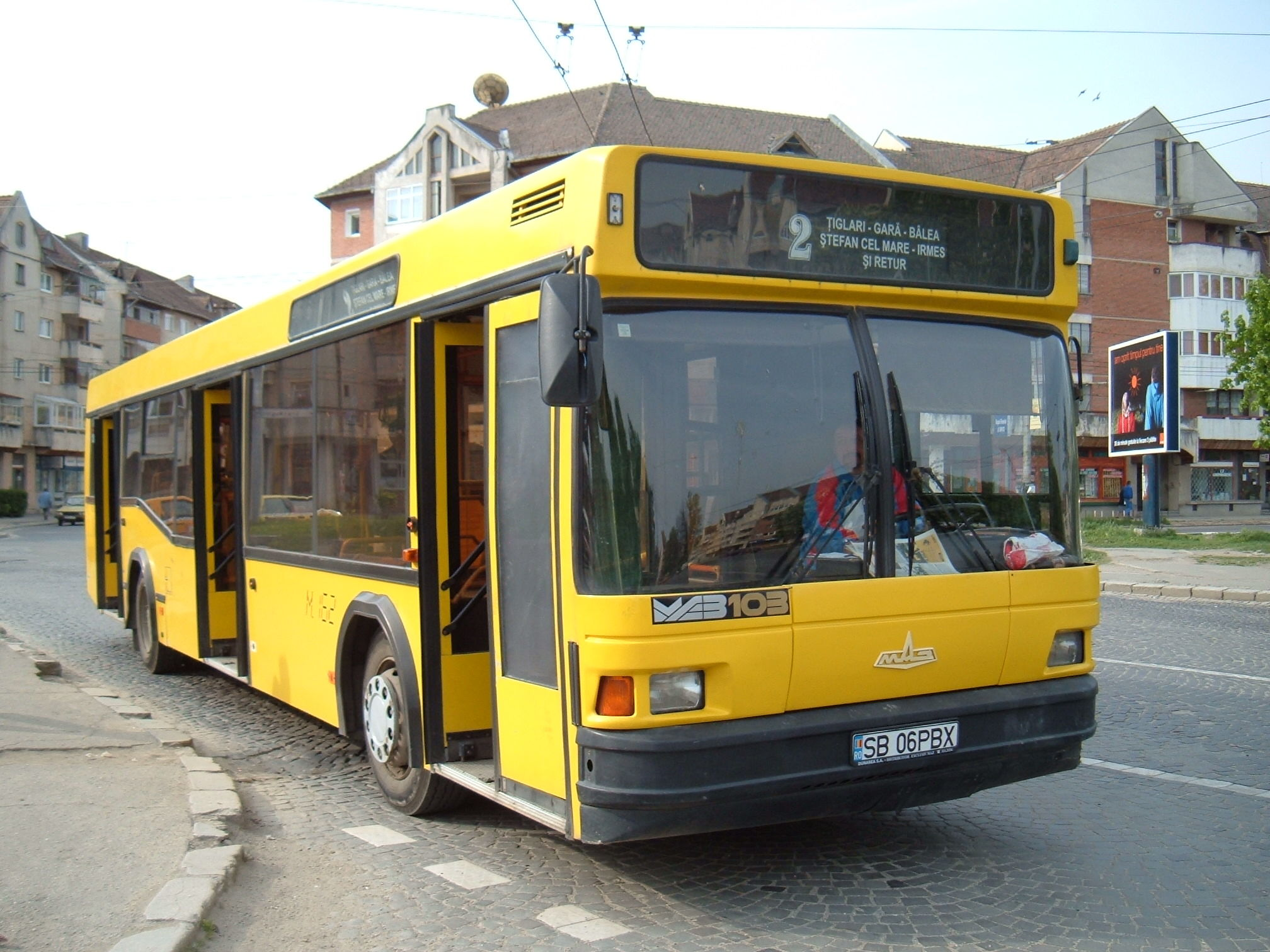
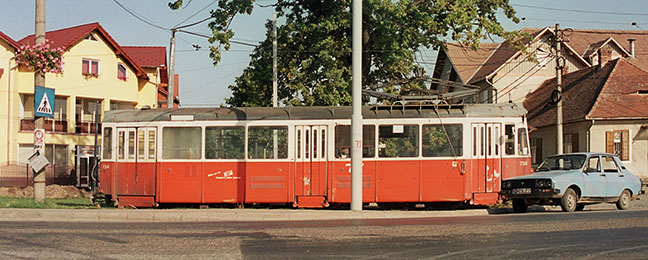
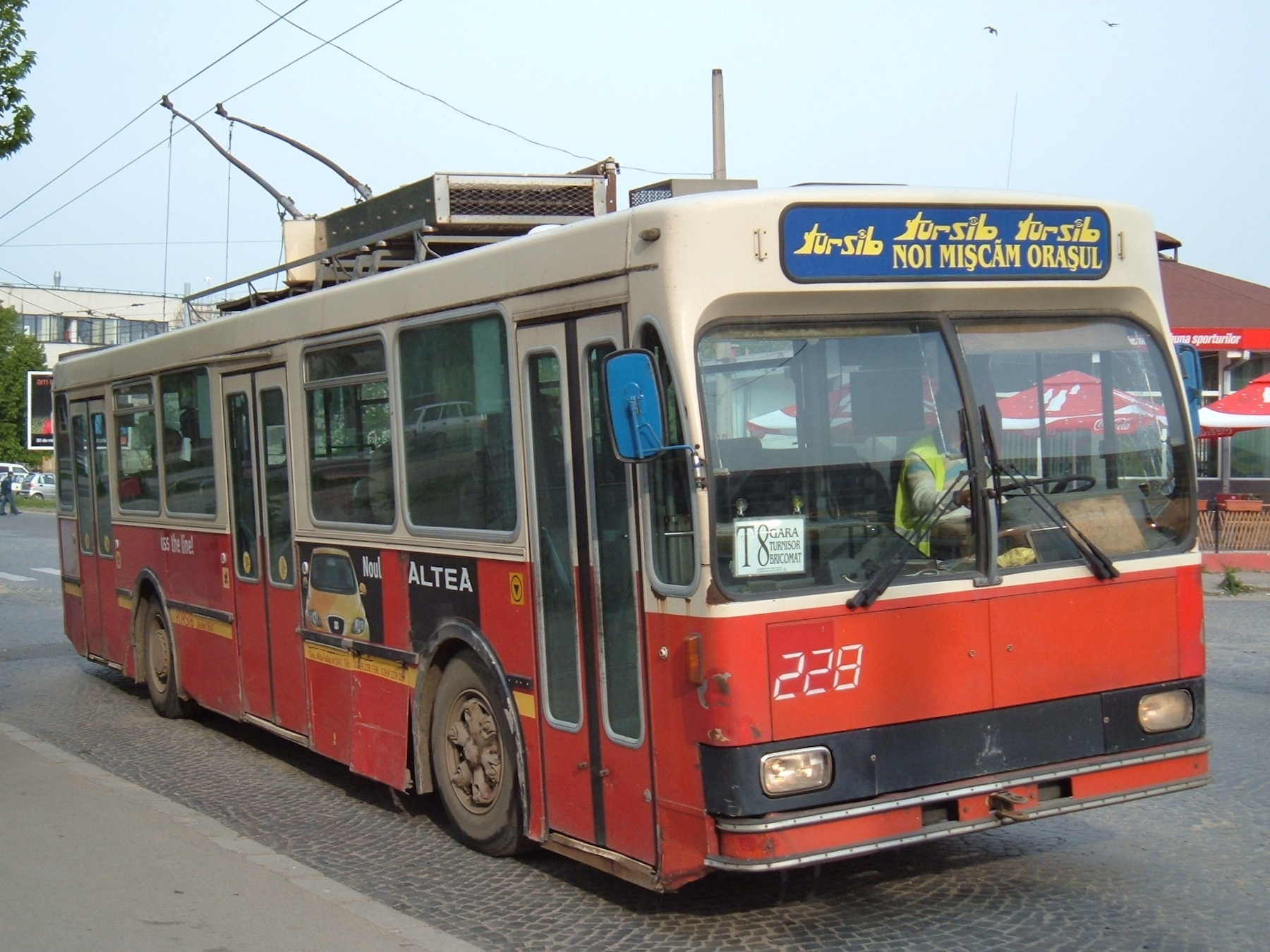
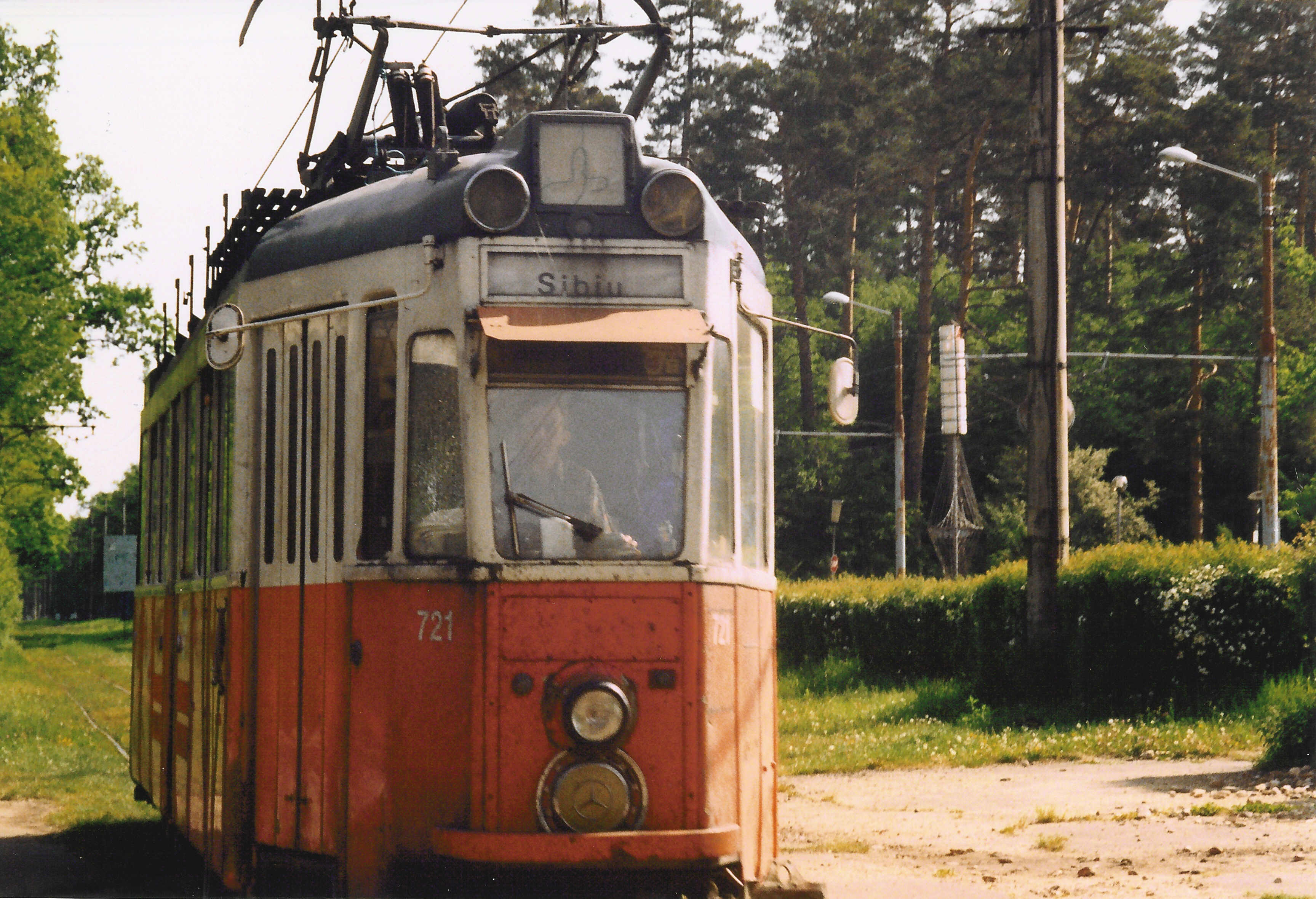
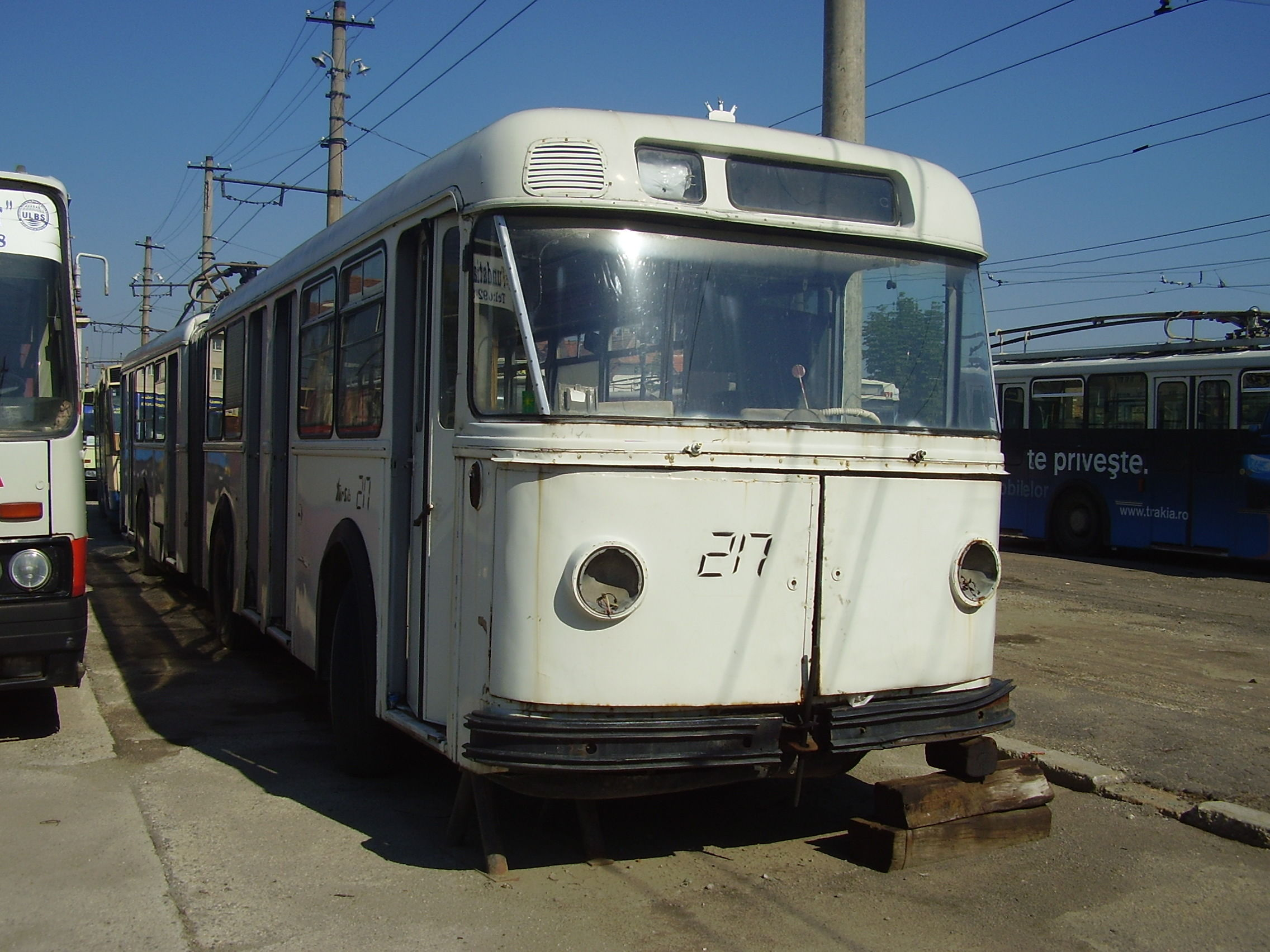